# Parigné-l'Évêque
Parigné-l'Évêque is een gemeente in het Franse departement Sarthe (regio Pays de la Loire). De plaats maakt deel uit van het arrondissement Le Mans. Parigné-l'Évêque telde op 1 januari 2022 5.367 inwoners.

## Geschiedenis
De parochie van Parigné is mogelijk al in de 4e eeuw opgericht door de heilige Julien, bisschop van Le Mans. Het dorp is ontstaan op een kleine verhoging midden tussen moerassen.
In 1933 werd in het midden van de bossen een sanatorium voor tuberculosepatiënten in gebruik genomen. Anno 2020 is dit omgevormd naar het ziekenhuis Centre Gallouédec.

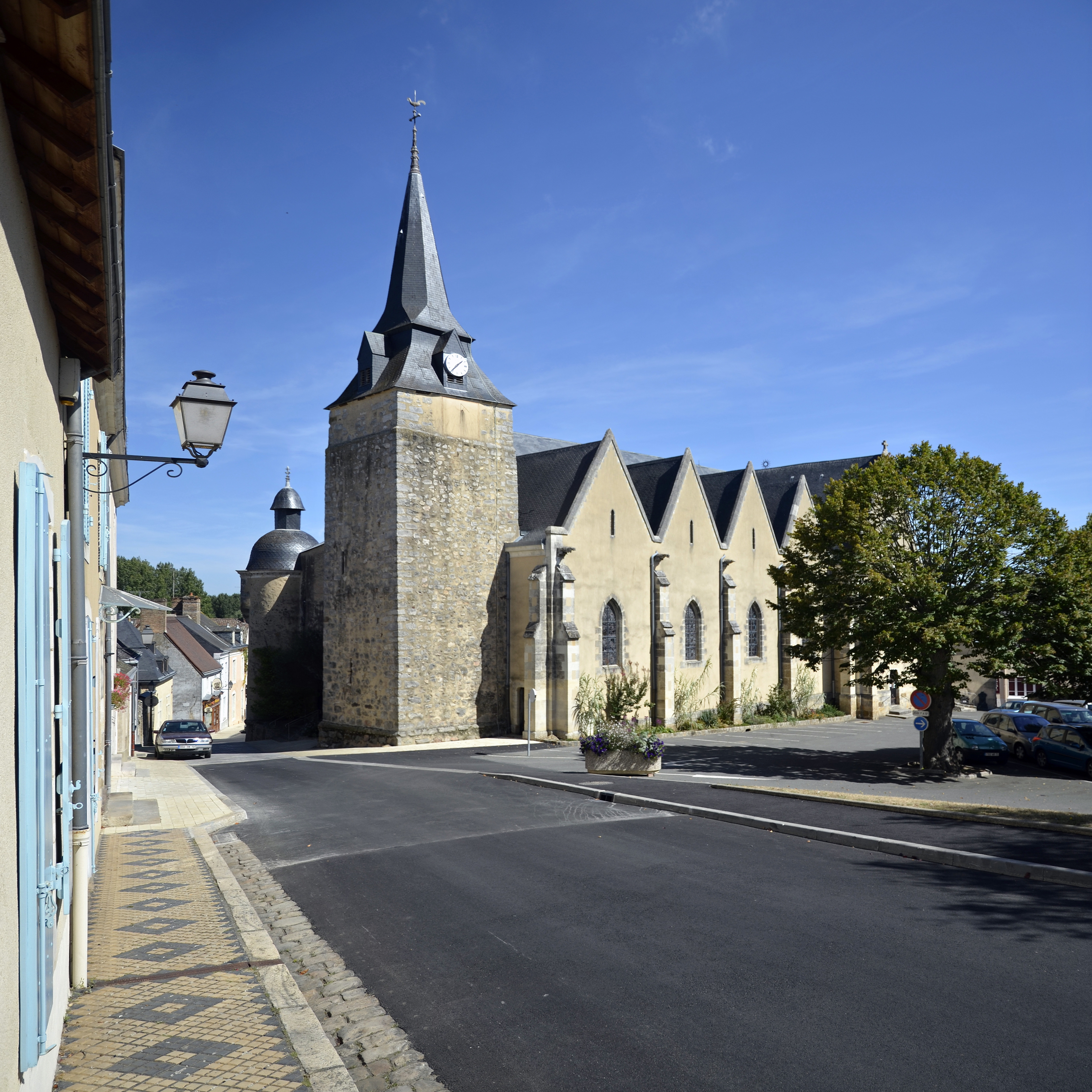
Kerk Notre-Dame de l’Assomption (15e eeuw)
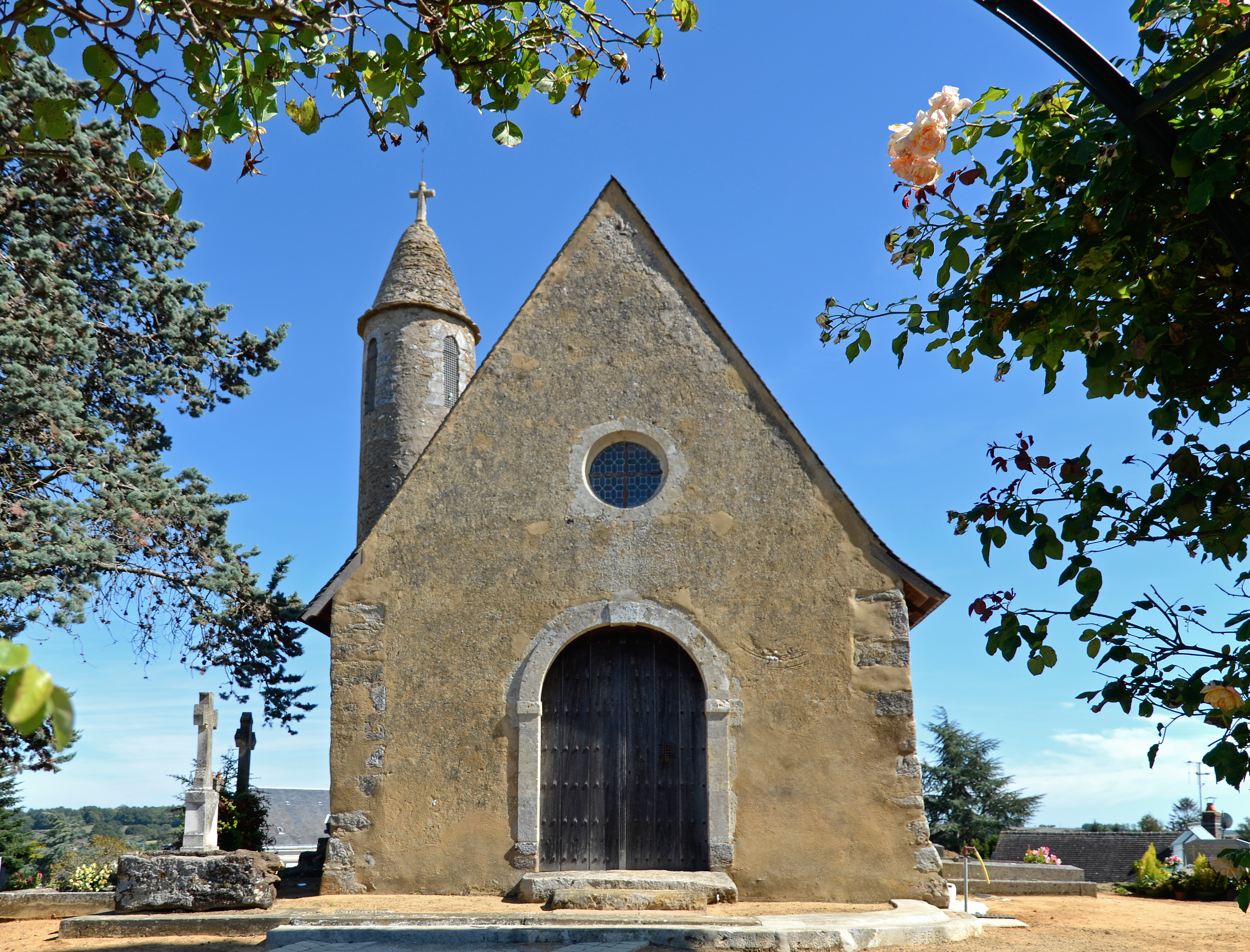
Kapel Notre-Dame de Pitié (17e eeuw) op het kerkhof van Parigné-l'Évêque

## Geografie
De oppervlakte van Parigné-l'Évêque bedroeg op 1 januari 2022 63,4 vierkante kilometer; de bevolkingsdichtheid was toen 84,7 inwoners per km². De gemeente ligt op 10 tot 15 km ten zuidoosten van Le Mans.

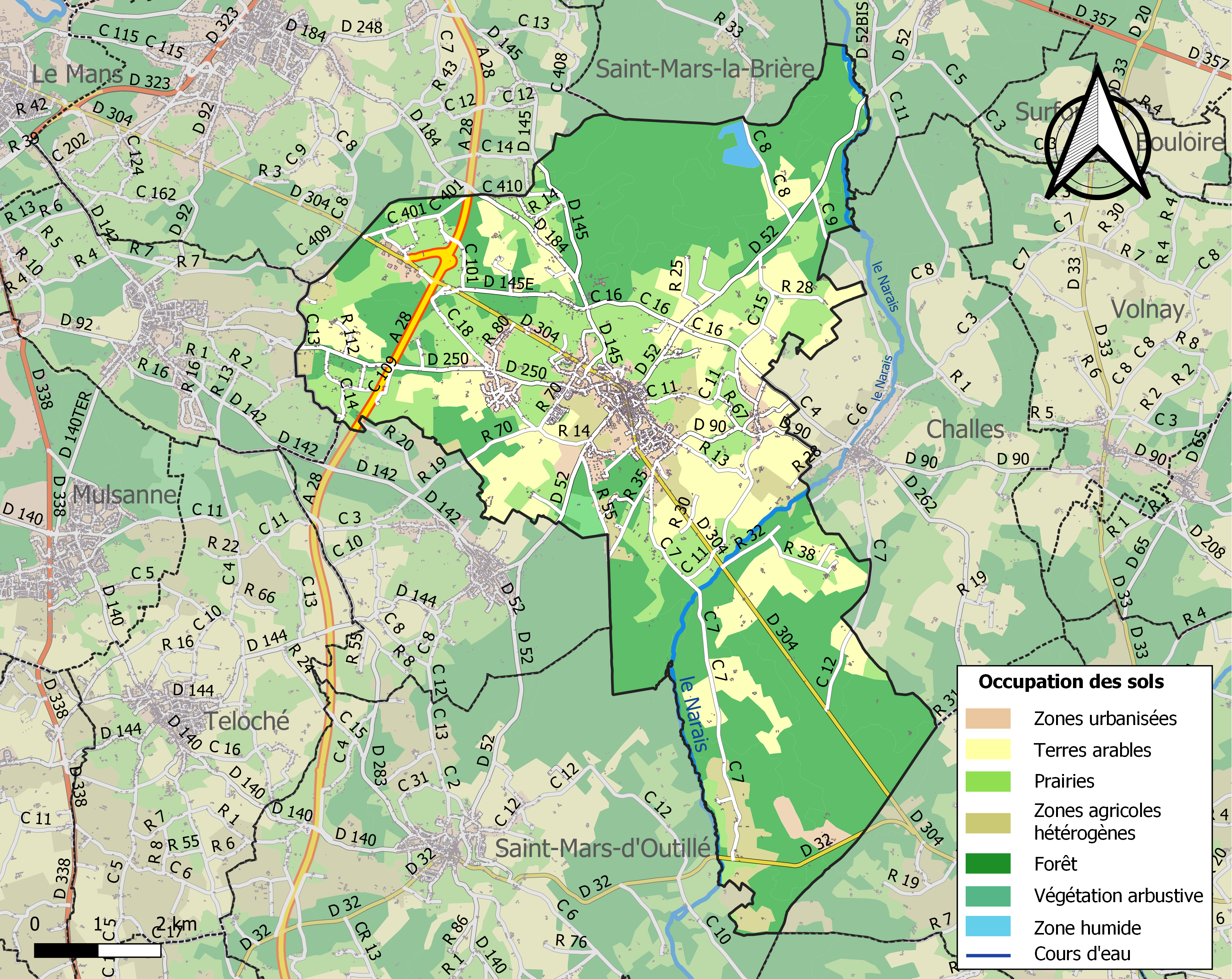
Kaart van de gemeente met de belangrijkste infrastructuur, bodemgebruik en omliggende gemeenten

## Demografie
Onderstaande figuur toont het verloop van het inwonertal (bron: INSEE-tellingen).